# John Rhodes (navegant)
|  | Aquest article tracta sobre el navegant. Si cerqueu el pilot d'automobilisme, vegeu «John Rhodes». |

John Edward Rhodes (Wokingham, Berkshire, 13 de febrer de 1870 - Ryde, Illa de Wight, 6 de febrer de 1947) va ser un regatista anglès que va competir a començaments del segle xix i el segle xx.
El 1908 va prendre part en els Jocs Olímpics de Londres, on va guanyar la medalla d'or en la categoria de 8 metres del programa de vela. Rhodes navegà a bord del vaixell Cobweb junt a Blair Cochrane, Arthur Wood, Henry Sutton i Charles Campbell.